# Purble Place
Purble Place es un videojuego de lógica de tres minijuegos desarrollado por Oberon Media y publicado por Microsoft Corporation para Windows. Es uno de los juegos incluidos en Windows Vista y Windows 7.

## Jugabilidad
La colección cuenta con una única pantalla de inicio que ofrece tres packs de juegos: Purble Pairs, Comfy Cakes y Purble Shop.

### Purble Pairs
Purble Pairs es un juego de reconocimiento de patrones y memoria similar a Memoria. El objetivo es despejar el cuadro en el menor número de turnos. A medida que avanza el nivel de habilidad, aparece un cronómetro, el tamaño de la cuadrícula aumenta y se utilizan más imágenes similares. El nivel Principiante tiene una cuadrícula de 5x5, el Intermedio tiene dos cuadrículas de 6x6 y el Avanzado tiene cuatro cuadrículas de 8x8 para resolver por juego (tréboles, corazones, caritas sonrientes o gomitas). Además de un bufón que encuentra automáticamente otra carta que coincida con una carta expuesta, en los niveles superiores hay numerosos pares especiales, como una carta de la estación de masa de pasteles en "Comfy Cakes" que baraja el tablero cuando se empareja, un reloj que agrega más tiempo al cronómetro y un chef de "Comfy Cakes" que automáticamente encuentra y une pares de tarjetas que contienen pasteles. Un bono de monedas Sneak Peek permite al jugador exponer todas las cartas restantes durante un par de segundos, pero cada carta expuesta de esta manera cuenta como un turno. Este juego no está disponible en Purble Place v0.4, una versión anterior de 2005.

### Comfy Cakes
Comfy Cakes es un juego de coordinación ojo-mano, cuyo objetivo es completar los pedidos en una panadería ensamblando un pastel que coincida con una especificación de pastel determinada en un móvil controlando una cinta transportadora que trae el pastel a varias estaciones. Los elementos del pastel incluyen formas de molde para pastel (cuadrado, circular o en forma de corazón), sabor de la masa (fresa, chocolate o vainilla), tres capas de pastel (rojo, verde o blanco), glaseado opcional (fresa, chocolate o vainilla), y otras decoraciones (por ejemplo, se puede espolvorear azúcar encima del pastel y, en casos más raros, se aplican llamas a los pasteles helados para crear un glaseado suave) y un botón de rotación en v0.4. Si el pastel no coincide con las especificaciones que aparecen en la televisión, el jugador es penalizado y el pastel se tira a la basura. Si el jugador envía dos o tres órdenes incorrectas, el juego termina. Después de enviar una cierta cantidad de pedidos correctos en la caja, el jugador gana el juego y se tabula la puntuación. La puntuación final depende de la cantidad de pasteles horneados, la cantidad de pedidos incorrectos enviados y la eficiencia del jugador. En niveles más altos, las especificaciones se vuelven más complejas y se deben fabricar múltiples pasteles en paralelo en una sola cinta transportadora. El jugador hace unos cinco o seis (u ocho en la versión 0.4) pasteles en uno de los niveles de dificultad. Cuando el jugador no obtiene las características del papel encerado, la computadora le dice que el movimiento no está permitido.

### Purble Shop
Purble Shop es un juego de descifrar códigos. La computadora decide el color de hasta cinco características (pelo, ojos, nariz, boca y ropa) que están ocultas al jugador. El jugador puede elegir entre una variedad de colores (rojo, morado, amarillo, azul o verde), y un color puede usarse una vez, varias veces o no usarse. Luego, el jugador intenta deducir o adivinar los colores correctos de las características en un número limitado de conjeturas (no disponible en dificultad para principiantes). Hay tres niveles de dificultad: Principiante con tres funciones en tres colores posibles; 33 = 27 soluciones posibles diferentes, Intermedio con 44 = 256 soluciones y Avanzado con 55 = 3125 soluciones. Los niveles principiante e intermedio son juegos de adivinanzas en los que, después de cada movimiento, la computadora le dice al jugador qué elementos eran correctos, por lo que hay poco margen de deducción. En el nivel avanzado, la computadora no le dice al jugador qué elementos específicos eran correctos, solo informa el recuento de selecciones en el color y la posición correctos, y el recuento de selecciones en el color correcto pero en la posición incorrecta. Este nivel es similar al juego de clavijas de colores Mastermind, donde el éxito requiere razonamiento lógico (aunque existe una pequeña posibilidad de tener éxito mediante conjeturas afortunadas).

## Lanzamiento
Purble Place se presentó públicamente en Windows Vista compilación 5219 junto con Chess Titans y Mahjong Titans.